# Kožich (architektura)
Kožich (též kožuch) označuje hliněnou omazávku roubených staveb.
Do vnější strany roubených stěn se zatloukly suché bukové kolíky (tzv. ježkování), mezi které se nahazovala malta či se nanášela asi osmicentimetrová vrstva hlíny. Ta se ohladila a následně obílila.
K těmto stavebním úpravám se přistupovalo k obcházení stavebních nařízení, jejichž prostřednictvím Marie Terezie nakazovala budovat zděné domy. Hlavním důvodem byla větší ohnivzdornost zděných příbytků oproti těm dřevěným. Další pohnutkou k ohazování „do kožuchu“ byla snaha chudších lidí vyrovnat se vlastníkům zděných domů.
Vyskytuje se především na západní Moravě a v západních Čechách, domy se prostřednictvím ohazováním do „kožichu“ stavěly až do roku 1858, kdy Friedrich Eduard Hoffmann vynalezl kruhovou pec pro nepřetržitý výpal cihel. Do té doby se k vypálení cihel musel stavět tzv. milíř, který šlo ovšem použít pouze jednou. Novu metodou značně poklesla cena pálených cihel a ty se staly dostupnější pro širší vrstvy obyvatel. Počátkem 21. století dochází k novému používání domů z hlíny, tentokráte vzhledem k výhodám tepelné izolace a udržení vlhkého mikroklimatu v domě.